# Viktor Vrabec
Viktor Vrabec (18. května 1941 Vysoké Mýto – 2. ledna 2022) byl český filmový, televizní a divadelní herec.

## Život
Narodil se 18. května 1941 ve Vysokém Mýtě. V roce 1967 vystudoval činoherní herectví na Janáčkově akademii múzických umění v Brně. Po absolutoriu hostoval v Divadle na Vinohradech a v Národním divadle, stálé angažmá získal v roce 1967 v plzeňském Divadle J. K. Tyla. V roce 1979 přešel do pražského Divadla S. K. Neumanna (dnešní Divadlo pod Palmovkou), v roce 1998 se však do plzeňského divadla vrátil a setrval zde až do svého odchodu do důchodu v roce 2016.
Značnou popularitu u televizních diváků mu přinesla role ředitele Hájka ze seriálu Zákony pohybu. Věnoval se i práci v dabingu (režie a úprava dialogů) a v rozhlase. Poslední filmovou úlohou Viktora Vrabce byla role otce titulní hrdinky v životopisném dramatu Já, Olga Hepnarová.

## Výběr z filmografie
- Zákony pohybu (1978): televizní seriál
- Smrt talentovaného ševce (1982): podle stejnojmenného románu Václava Erbena z roku 1978
- „Babičky dobíjejte přesně!“ (1983)
- Levé křídlo (1983)
- Rozpaky kuchaře Svatopluka (1984)
- Nebožtík si nepřál květy (1985)
- Gottwald (1986)
- Záhada zamčeného pokoje (1986)
- Dvě z Paříže (1988)
- Chlapci a chlapi (1988)
- Dobrodružství kriminalistiky (1989)
- Poslední motýl (1990)
- Náhrdelník (1992)
- Hříchy pro pátera Knoxe (1992)
- Byl jednou jeden polda II – Major Maisner opět zasahuje! (1997)
- Jak ukrást Dagmaru (2001)
- Já, Olga Hepnarová (2016)